# Emily Bett Rickards
Emily Bett Rickards (Vancouver, 1991. július 24. – ) kanadai színésznő. Legismertebb szerepe Felicity Smoak A zöld íjász (Arrow) című televíziós sorozatban.

## Pályafutása
Miután leérettségizett, a Vancouver Film School-ba, később pedig az Alida Vocal Studio-ba járt. Ő játssza Felicity Smoakot, az egykori hackert több DC Comics sorozatadaptációban is: míg a Zöld íjászban a címszereplő társa, a Flash – A Villám és A holnap legendái címűekben csak vendég egy-egy epizódban. 2015-ben szerepelt a Brooklyn című könyv filmadaptációjában. Fiatalkorától szerepel zenés és táncos produkciókban. Emily jelenleg szülővárosában, Vancouverben él.

## Filmográfia

### Film
| Év   | Cím                                 | Szerep            | Megjegyzés |
| ---- | ----------------------------------- | ----------------- | ---------- |
| 2017 | Slumber                             | Stevens           |            |
| 2017 | Vixen: The Movie                    | Felicity Smoak    | TV film    |
| 2017 | Axis                                | Caitlin           | hang       |
| 2016 | Sidekick                            | Emma/The Princess | rövidfilm  |
| 2016 | Superhero Fight Club 2.0            | Felicity Smoak    | rövidfilm  |
| 2015 | Normal Doors                        | Meg               | rövidfilm  |
| 2015 | Brooklyn                            | Patty             |            |
| 2014 | Dakota's Summer                     | Kristen Rose      |            |
| 2013 | Romeo Killer: The Chris Porco Story | Lauren Phillips   | TV film    |
| 2012 | Bacon and Eggs                      | Dite              | rövidfilm  |
| 2012 | Random Acts of Romance              | Young wife        |            |
| 2012 | Flicka: Country Pride               | Mary              |            |

### Televízió
| Év        | Cím                        | Szerep          | Megjegyzés   |
| --------- | -------------------------- | --------------- | ------------ |
| 2012-2019 | A zöld íjász               | Felicity Smoak  | 155 epizód   |
| 2016-2017 | A holnap legendái          | Felicity Smoak  | 4 epizód     |
| 2014-2018 | Flash – A Villám           | Felicity Smoak  | 8 epizód     |
| 2015-2016 | Vixen                      | Felicity Smoak  | 8 epizód     |
| 2016      | Comedy Bang! Bang!         | Becky Simmons   | epizódszerep |
| 2016      | Paranormal Solutions Inc.  | Genevieve Kreme | 8 epizód     |
| 2013      | Arrow: Blood Rush          | Felicity Smoak  | 6 epizód     |
| 2013      | Soldiers of the Apocalypse | Fourty          | 8 epizód     |